# Strix huhula
Strix huhula, comúnmente llamado cárabo negro, lechuza negra, búho negro, búho negro bandeado o ñakurutu hu (por las palabras guaraníes ñakurutu –búho- y hu -negro-), es una rapaz nocturna de la familia Strigidae.

## Localización y características
Es natural de América del Sur. Su distribución comprende desde Colombia hasta el sur de Brasil, Paraguay y el norte de Argentina. Habita en selvas húmedas y bosques tropicales. Es de hábitos nocturnos, solitarios y de pareja.
Es un ave melánica con una condición genética que, al contrario del albinismo, consiste en un exceso congénito de pigmentación (melanina) causado por una mutación en los genes.
Basa su alimentación en roedores, aves e insectos. Su longitud media es de 35 a 40 cm, logrando un peso que oscila entre los 350 a 400 g.